# Yokohama (Unternehmen)

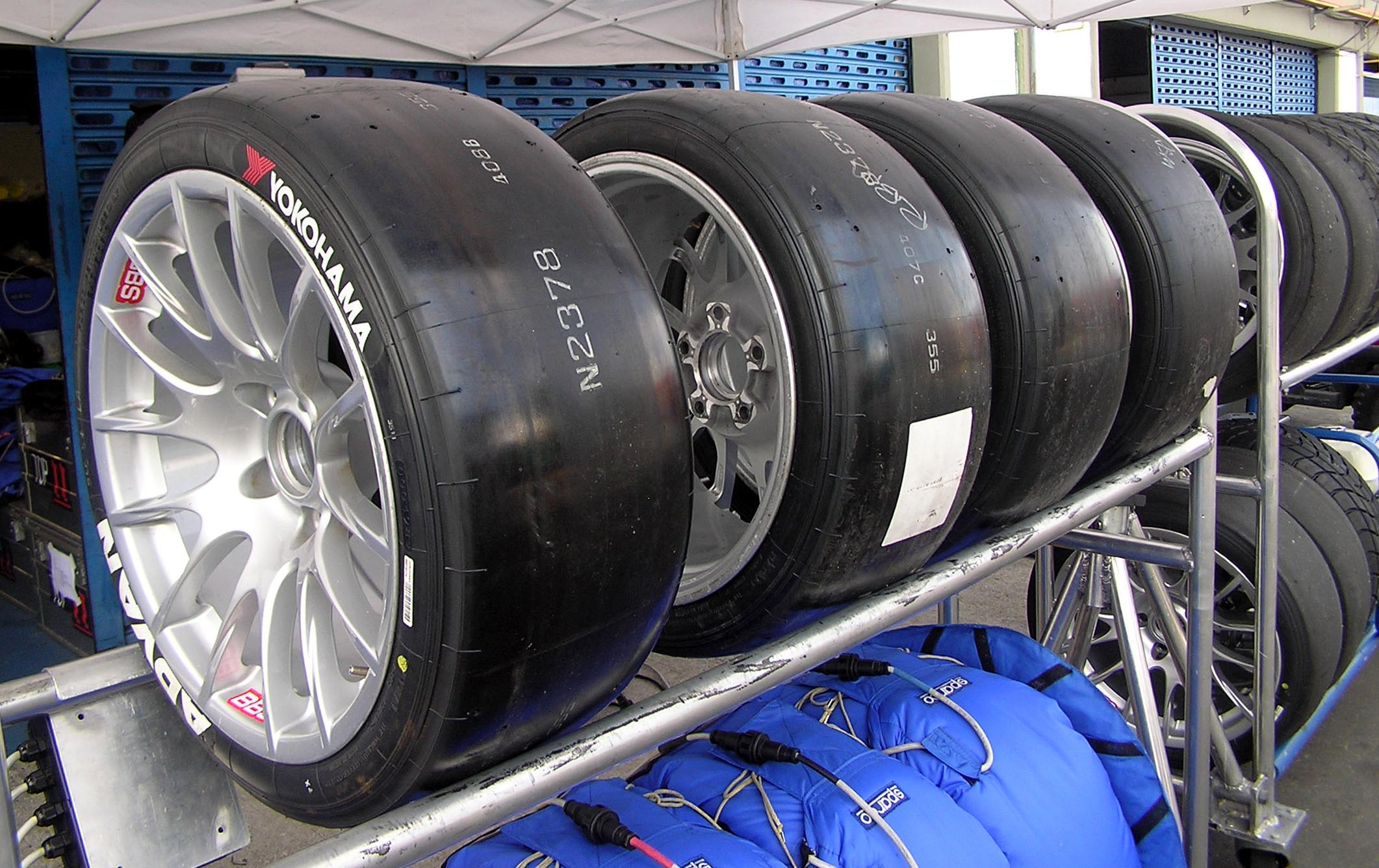
Yokohama Advan-Rennreifen

Das Unternehmen Yokohama Rubber (jap. 横浜ゴム株式会社, Yokohama Gomu Kabushiki kaisha, engl. The Yokohama Rubber Company, Limited), gelistet im Nikkei 225, hat seinen Hauptsitz in Tokio, Japan und stellt Reifen her. 2023 und 2024 war Yokohama gemessen am Umsatz der achtgrößte Reifenhersteller der Welt.

## Geschichte
Das Unternehmen wurde 1917 in einem Joint Venture zwischen der Yokohama Cable Manufacturing und  B.F. Goodrich Company gegründet. Die erste eigene Fabrik wurde 1920 in Hiranuma, einem Ortsteil von Yokohama eröffnet. Diese wurde bei einem Erdbeben 1923 zerstört und bis 1929 in Tsurumi-ku wieder aufgebaut. Bis 1937 wurden die Reifen unter dem Namen Goodrich vertrieben, seither heißen sie Yokohama. In den 1940ern expandierte das Unternehmen stark, neben neuen Fabriken in Japan erwarb man auch Fabriken in China, Shanghai und Singapur.  1969 expandierte das Unternehmen in die USA als Yokohama Tire Company. 1981 verkaufte Goodrich seine Beteiligungen an Yokohama. Seit den 1970er Jahren setzte Yokohama Advan-Reifen im Motorsport ein. Seit 2004 wird die Bezeichnung für leistungsfähige Reifen dem Firmennamen hinzu gesetzt. Yokohama verweist bei der Entwicklung dieser Reifen auch auf die Zusammenarbeit mit  „Premiumherstellern“, so wurde beispielsweise der Mercedes SL auf dem Genfer Auto-Salon 2013 auf Advan-Reifen gezeigt.
2016 übernahm man den Hersteller von Land-, Forstwirtschafts- und Industriebereifung Alliance Tire Group für etwa 1,2 Milliarden Dollar. ATG gehört unter anderem ein Werk in Indien und die Marken Alliance, Galaxy, Primex. Seit 2021 arbeitet Yokohama in den USA für LKW mit der Marke Galaxy. Außerdem wurde der Name ATG vom Markt genommen. 2022 übernahm Yokohama die 6.600 Mitarbeiter starke Reifensparte von Trelleborg (Trelleborg Wheel Systems) samt den Marken Mitas, Maximo, Cultor und Interfit.